# Gore Bay
Gore Bay (offiziell Town of Gore Bay) ist eine Gemeinde im Zentrum der kanadischen Provinz Ontario. Sie liegt auf der Insel Manitoulin und hat den Status einer Single Tier (einstufigen Gemeinde). Gore Bay gehört zum Manitoulin District, der hier in der Gemeinde auch seinen Verwaltungssitz hat.
Die Gemeinde hat seit dem 7. April 1890 den Status einer Kleinstadt (englisch Town). Aus der Gründungszeit sind jedoch keine Häuser mehr erhalten, da 1908 ein Feuer nahezu die gesamte Stadt zerstörte.

## Lage
Die Gemeinde liegt am südlichen Ende der gleichnamigen Gore Bay, welche vom North Channel des Lake Huron abgeht. Die Gemeinde liegt etwa 130 Kilometer Luftlinie westsüdwestlich von Greater Sudbury. Gore Bay ist einer der Siedlungsschwerpunkte auf der Insel und neben Northeastern Manitoulin and the Islands eine von nur zwei Kleinstädten auf der Insel. Die Gemeinde ist vollständig umgeben von der Municipality of Gordon/Barrie Island.

## Demografie
Der Zensus im Jahr 2016 ergab für die Kleinstadt eine Bevölkerungszahl von 867 Einwohnern, nachdem der Zensus im Jahr 2011 für die Siedlung eine Bevölkerungszahl von nur 850 Einwohnern ergeben hatte. Die Bevölkerung hat damit im Vergleich zum letzten Zensus im Jahr 2011 schwächer als der Trend in der Provinz um nur 2,0 % zugenommen, während der Provinzdurchschnitt bei einer Bevölkerungszunahme von 4,6 % lag. Im Zensuszeitraum von 2006 bis 2011 hatte die Einwohnerzahl in der Gemeinde noch entgegen den Trend stark um 8,0 % abgenommen, während sie im Provinzdurchschnitt um 5,7 % zunahm.

## Verkehr
Südwestlich der Gemeinde liegt der örtliche Flughafen „Gore Bay-Manitoulin Airport“ (IATA-Code: YZE, ICAO-Code: CYZE, Transport Canada Identifier: ohne) mit zwei asphaltierten Start- und Landebahnen, von denen die längere eine Länge von 1676 Metern hat.

## Persönlichkeiten
- William Culham Woodward (1885–1957), Unternehmer und Vizegouverneur der Provinz British Columbia